# 超凸度量空間
在 度量几何学 中，一个 内射度量空间 ，或者等效的 超凸度量空间，是一个性质概括了高维 向量空间 中实线和 L∞ 距离 的 度量空间 。这些属性可以通过两个看似不同的方式来定义：超凸性涉及空间中闭合球的相交性质，而注入性则涉及将空间 等距同构 为更大的空间。 Aronszajn 和Panitchpakdi 的定理中这两种不同类型的定义是等价的。